# Bujanów
Bujanów (ukr. Буянів) – wieś na Ukrainie. Należy do rejonu stryjskiego (do 2020 roku do rejonu żydaczowskiego) w obwodzie lwowskim i liczy 271 mieszkańców.
Za II Rzeczypospolitej do 1934 roku wieś stanowiła samodzielną gminę jednostkową w powiecie żydaczowskim w woj. stanisławowskim. W związku z reformą scaleniową została 1 sierpnia 1934 roku włączona do nowo utworzonej wiejskiej gminy zbiorowej gminy Żórawno w tymże powiecie i województwie. Po wojnie wieś weszła w struktury administracyjne Związku Radzieckiego.

## Galeria

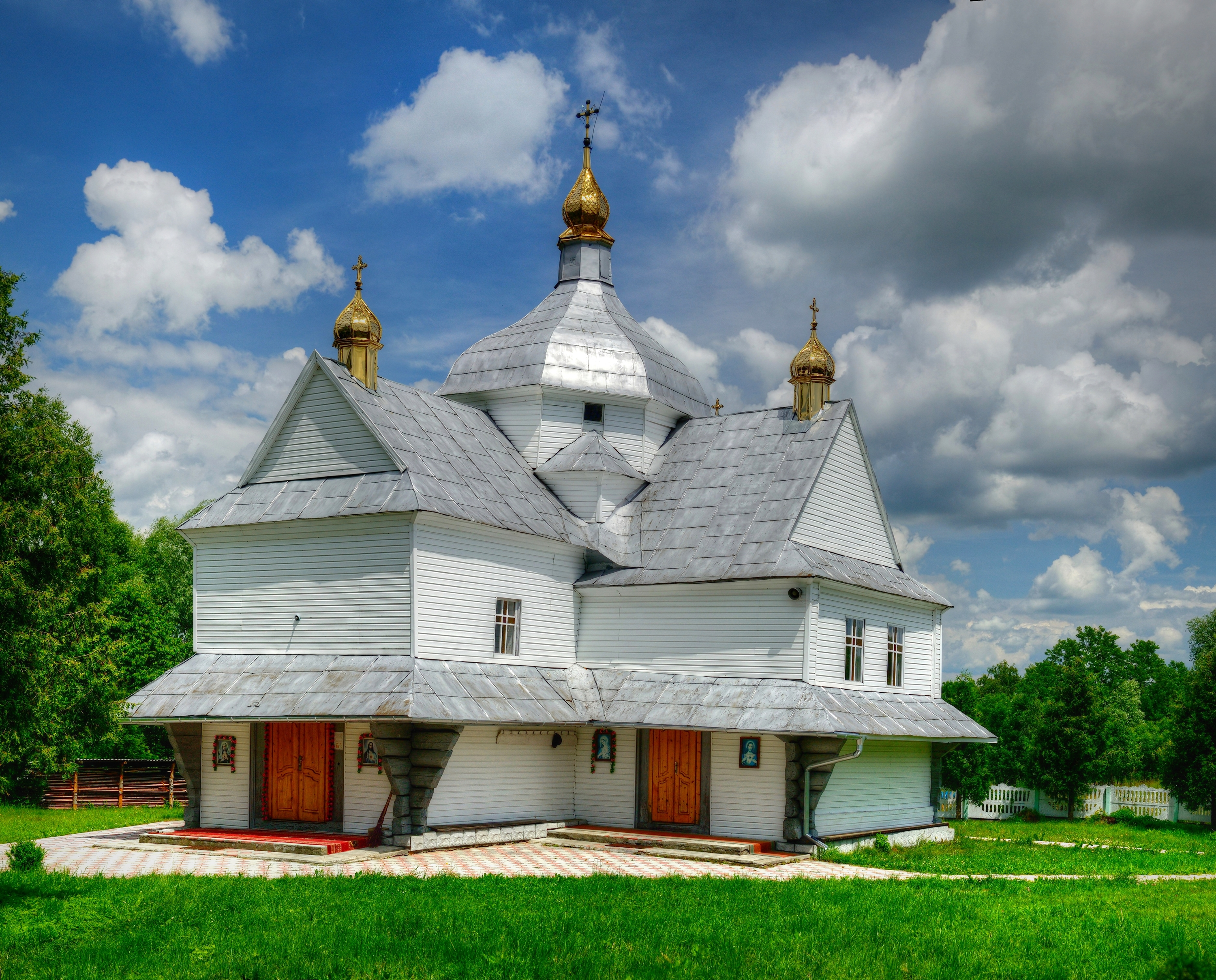
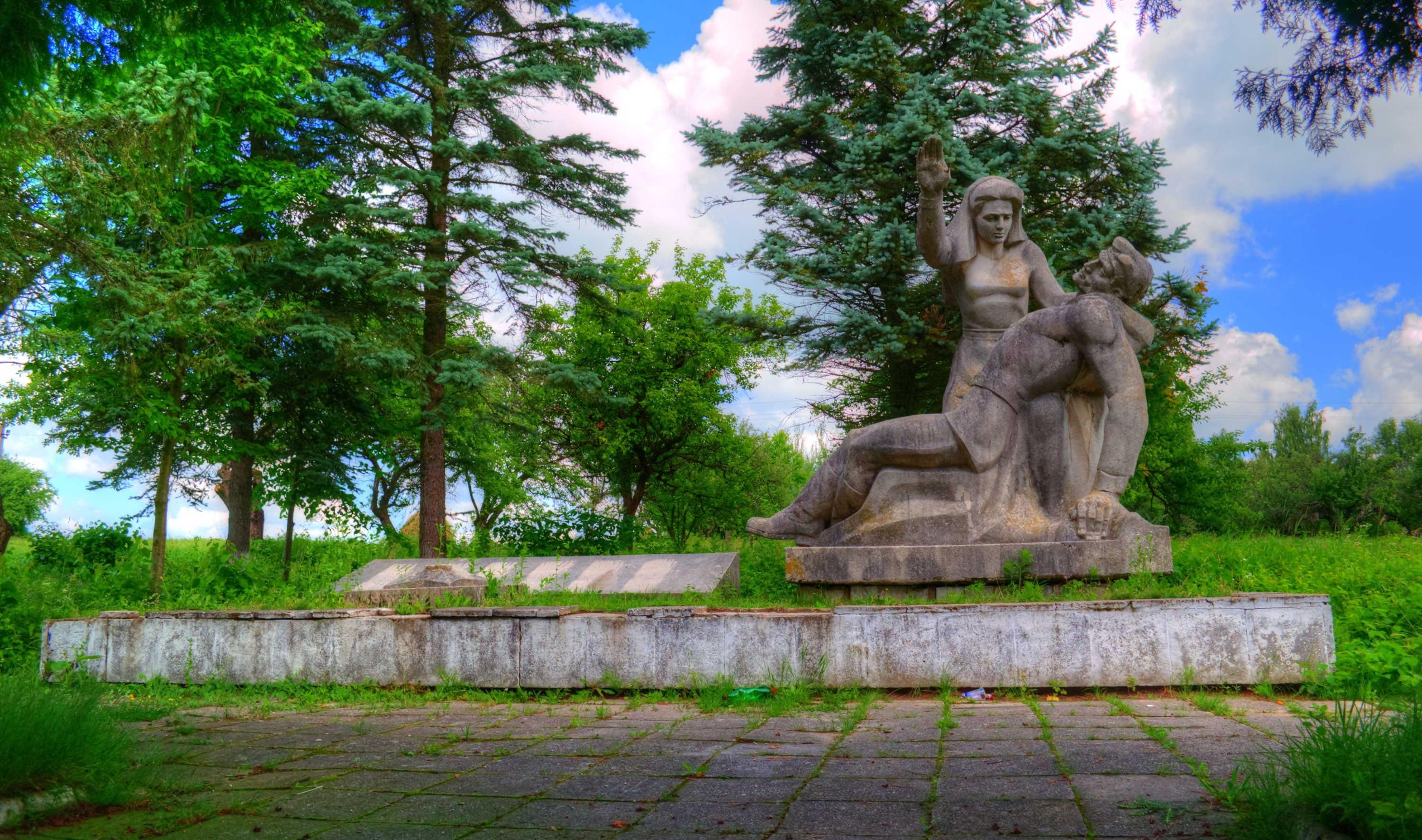